# Учебный театр «На Моховой»
Учебный театр «На Моховой»  — драматический театр в Санкт-Петербурге, труппу которого составляют студенты Российского государственного института сценических искусств, находится в здании бывшего Тенишевского училища.

## История театра
История современного Учебного театра «На Моховой» начинается в 1962 году, когда здание бывшего Тенишевского училища на Моховой, 35 с залом-амфитеатром на 500 мест, было передано ЛГИТМиКу (ныне — РГИСИ).
До этого, с открытия в 1904 г. здание (архитектор Р. А. Берзен, проект зала — арх. А. П. Максимов) меняло своё предназначение. Со времени открытия и до 1920-х годов в помещении проводились лекции, здесь выступали и проводили литературные вечера и дискуссии А. Блок, В. Маяковский, С. Есенин, А. Куприн, А. Ахматова, Н. Гумилёв, Д. Мережковский, М. Горький и другие деятели советской литературы и искусства.
7—10 апреля 1914 года Всеволод Мейерхольд, в специально преобразованном для этого зале, дал премьеры двух спектаклей по пьесам Блока «Балаганчик» и «Незнакомка» (которым впервые в истории драматургии автором был присвоен жанр «лирическая драма»).
В 1921 году помещение было передано Театру юных зрителей под руководством А. А. Брянцева. 23 февраля 1922 года премьерой «Конька-Горбунка» Ершова открылся первый в мире специализированный театр для детей. На сценическое решение «Конька» повлияли некоторые особенности театральной площадки на Моховой. Первый опыт оказался удачным, и система античного амфитеатра стала избранной формой зрительного зала, как наиболее удобная для юного зрителя. Это потом повлияло на проектирование отдельного здания ТЮЗа (архитектор А. Жук) на Пионерской площади, и зданий других ТЮЗов по всей стране.
Летом 1962 ТЮЗ покинул сцену на Моховой, и площадка была передана Ленинградскому государственному институту театра, музыки и кинематографии (ныне — РГИСИ).
Так начался Учебный театр, на сцене которого состоялись дебюты многих звезд сцены и кино — от корифеев: Аркадия Райкина и Николая Черкасова, Алисы Фрейндлих, Сергея Юрского, Михаила Боярского и Льва Додина, — до современных звезд: Дмитрия Нагиева, Константина Хабенского, Николая Фоменко, Юрия Гальцева и других. С 1990 по 2002 год в театре проводился масштабный ремонт.

## Сегодняшний день театра. Труппа театра
Каждый год Учебный театр выпускает спектакли, которые становятся заметными событиями в театральной жизни города. Это постановки ведущих педагогов театрального института: В. М. Фильштинского, Ю. М. Красовского, Г. М. Козлова, А. Д. Андреева, А. М. Зеланда, В. В. Норенко, С. Д. Бызгу, А. Б. Исакова
Театр имеет подвижный репертуар, который обновляется ежегодно.
На сцене Учебного театра «На Моховой» представлена только часть учебных спектаклей. Многие проходят в учебных аудиториях Российского государственного института сценических искусств (Моховая улица, д. 34, и Моховая улица, д. 33/35). Вход на эти спектакли бесплатный.
Также учебные спектакли есть и в репертуарах петербургских театров, таких как Молодёжный театр на Фонтанке, театр им. Ленсовета, АБДТ им. Г. А. Товстоногова, АМДТ — театр Европы и других.
В ноябре 2022 г. Учебный театр отметил своё 60- летие.

## Адрес театра
- 191028, Санкт-Петербург, Моховая ул., 35
- Справки и заказ билетов по телефонам: (812) 273-04-32 (касса), (812) 579-36-11 (администратор)
- Билеты продаются в кассе театра, театральных кассах города, возможна покупка он-лайн на сайте театра
- Касса театра работает ежедневно с 15.00 до 19.00 (кроме понедельника и вторника)
- Начало спектаклей по будним дням в 19.00, по выходным и праздничным в 18.00

## Репертуар
Сезон 2022/2023 — 61-й театральный сезон
- «Наш Незнайка» 6+ Курс профессора В. В. Норенко
- «Его величество Номер» 12+ Курс.профессора Б. Е. Уварова
- «Ночь перед Рождеством» 12+ Курс з.а. РФ А. Б. Исакова
- «Плутни Скапена» 12+ Курс А. М. Зеланда
- «Слуга двух господ» 12+ Курс А. М. Зеланда
- «Парафраз» 12+ Курс А. М. Зеланда
- «Играй по-честному» 16+ Курс з.а. РФ А. Б. Исакова
- «Чайка» 16+ Курс А. В. Козлова
- «Таланты и поклонники» 16+ Курс профессора С. Д. Черкасского
- «Дневник рядового Ю.» 18+ Курс профессора В. В. Норенко
- «Вечер Мольера» 18+ Курс профессора А. Д. Андреева
- «Гадины, или души непримирённые» 18+ Курс профессора А. Д. Андреева

## Молодые театральные коллективы
Из постановок разных курсов на сцене театра иногда вырастают самостоятельные творческие коллективы, например:
- Театр «Буфф» (курс И. Р. Штокбанта, выпуск 1983 года)
- «Наш театр» (курс В. В Петрова, выпуск 2000 года)
- «Hand Made Theatre» (курс А. О. Миндлина, выпуск 2006 года)
- Театр «Мастерская» под руководством Григория Козлова (курс Г. М. Козлова, выпуск 2010 года)
- «Этюд-театр» (курс В. М. Фильштинского, выпуск 2011 года)
- «Городской театр» (курс С. Д. Черкасского, выпуск 2016 года)
- «Социально-художественный театр» (курс Л. В. Грачёвой, выпуск 2016 года)

## Игравшие в учебных спектаклях
- Агеев, Игорь Валентинович — сценарист, актёр
- Ананов, Андрей Георгиевич — ювелир
- Белинский, Александр Аркадьевич — режиссёр, сценарист
- Боярская, Елизавета Михайловна — актриса
- Боярский, Михаил Сергеевич — актёр
- Боярский, Николай Александрович (1922—1988) — актёр
- Бутусов, Юрий Николаевич — театральный режиссёр
- Бычков, Виктор Николаевич — актёр
- Виторган, Эммануил Гедеонович — актёр
- Воробьёв, Владимир Егорович — актёр
- Гальцев, Юрий Николаевич — режиссёр, актёр, сценарист
- Гинкас, Кама Миронович — режиссёр
- Гузеева, Лариса Андреевна — актриса
- Додин, Лев Абрамович — театральный режиссёр
- Зара — певица
- Краско, Андрей Иванович (1957—2006) — актёр
- Краско, Иван Иванович — актёр
- Ковель, Валентина Павловна (1923—1997) — актриса
- Лавров, Николай Григорьевич (1944—2000) — актёр
- Леонидов, Максим Леонидович — музыкант, певец, актёр
- Лыков, Александр Анатольевич — актёр
- Мамин, Юрий Борисович — кинорежиссёр
- Мельникова, Анастасия Рюриковна — актриса
- Мигицко, Сергей Григорьевич — актёр
- Михайловский, Никита Викторович (1964—1991) — актёр
- Нилов, Алексей Геннадьевич — актёр
- Носков, Андрей Анатольевич — актёр
- Нагиев, Дмитрий Владимирович — актёр, шоумен
- Неёлова, Марина Мстиславовна — актриса
- Паршин, Сергей Иванович — актёр
- Погудин, Олег Евгеньевич — певец, актёр
- Половцев, Александр Юрьевич — актёр
- Пореченков, Михаил Евгеньевич — актёр
- Райкин, Аркадий Исаакович (1911—1987) — актёр, режиссёр, сценарист, юморист
- Равикович, Анатолий Юрьевич (1936—2012) — актёр
- Резник, Илья Рахмиэлевич — поэт-песенник
- Рост, Сергей Анатольевич — актёр, шоумен
- Рязанцев, Олег Александрович — актёр
- Сафонова, Елена Всеволодовна — актриса
- Скляр, Игорь Борисович — актёр
- Смолкин, Борис Григорьевич — актёр
- Тенякова, Наталья Максимовна — актриса
- Толубеев, Андрей Юрьевич (1945—2008) — актёр
- Трофимов, Николай Николаевич — актёр
- Трухин, Михаил Николаевич — актёр
- Ургант, Нина Николаевна — актриса
- Ургант, Андрей Львович — актёр, шоумен
- Ургант, Иван Андреевич — телеведущий
- Феофанов, Алексей Григорьевич — артист
- Фоменко, Николай Владимирович — музыкант, актёр, шоумен, автогонщик
- Фрейндлих, Алиса Бруновна — актриса
- Фурманов, Владислав Рудольфович — театральный и кино-режиссёр
- Хабенский, Константин Юрьевич — актёр
- Юрский, Сергей Юрьевич — актёр, режиссёр, сценарист
- Яновская, Генриетта Наумовна — режиссёр

## Интересные факты
На сцене театра проводились съёмки телепередачи «Встречи на Моховой» (недоступная ссылка)
федерального канала «Петербург—Пятый канал».
В настоящее время, для всех желающих, в помещении бывшего Тенишевского училища проводится экскурсия рассказывающая об истории основания училища, его педагогах и учениках.